# Tim Hunt
Sir Richard Timothy Hunt, FRS FMedSci FRSE MAE (sinh ngày 19 tháng 2 năm 1943) là một nhà sinh hóa học và sinh lý học phân tử người Anh. Ông đã được trao giải thưởng Nobel về sinh lý học và y khoa năm 2001 với Paul Nurse và Leland H. Hartwell vì những khám phá về các phân tử protein kiểm soát sự phân chia tế bào. Trong khi nghiên cứu trứng nhím biển thụ tinh vào đầu những năm 1980, Hunt đã phát hiện ra cyclin, một loại protein tổng hợp theo chu kỳ và bị cạn kiệt trong chu kỳ phân chia tế bào.

## Tuổi thơ và giáo dục ban đầu
Hunt được sinh ra vào ngày 19 tháng 2 năm 1943 tại Neston, Cheshire, với cha là Richard William Hunt, một giảng viên về cổ ngữ học ở Liverpool và mẹ là Kit Rowland, con gái của một thương gia buôn gỗ. Sau cái chết của cả cha mẹ, Hunt thấy cha mình đã làm việc tại Bush House, lúc đó là trụ sở của đài phát thanh BBC World Service, rất có thể là làm tình báo, mặc dù ông không biết cha mình thực sự đã làm gì. Năm 1945, Richard trở thành Người giữ các Bản thảo phương Tây tại Thư viện Bodleian và gia đình chuyển đến Oxford. Vào năm 8 tuổi, Hunt được nhận vào Dragon School, nơi đầu tiên ông có hứng thú với sinh học nhờ vào giáo viên người Đức của mình, Gerd Sommerhoff. Khi Hunt mười bốn tuổi, ông chuyển đến Magdalen College School, Oxford, nơi các giải thưởng khoa học ngày nay mang tên ông, thậm chí chuyển sang quan tâm nhiều hơn đến khoa học và nghiên cứu các môn học như hóa học và động vật học.
Năm 1961, ông được nhận vào Clare College, Cambridge để học Khoa học tự nhiên, tốt nghiệp năm 1964 và ngay lập tức bắt đầu công việc tại Khoa Hóa sinh của trường đại học dưới quyền Asher Korner. Ở đó, ông làm việc với các nhà khoa học như Louis Reichardt và Tony Hunter. Một cuộc nói chuyện năm 1969 của Vernon Ingram đã khiến ông quan tâm đến việc tổng hợp huyết sắc tố, và tại một hội nghị Hy Lạp năm 1966 về chủ đề này, ông đã thuyết phục nhà huyết học học và nhà di truyền học Irving London cho phép ông được làm việc trong phòng thí nghiệm của mình tại Đại học Y Albert Einstein ở New York, ở lại từ tháng 7 đến tháng 10 năm 1966. Bằng Tiến sĩ của ông đã được giám sát bởi Asher Korner và tập trung vào sự tổng hợp hemoglobin trong hồng cầu lưới nguyên vẹn (hồng cầu chưa trưởng thành) ở thỏ, và được trao giải thưởng vào năm 1968.